# Lakhisarai (distrikt)
Lakhisarai är ett distrikt i Indien.   Det ligger i delstaten Bihar, i den östra delen av landet, 1 000 km öster om huvudstaden New Delhi. Antalet invånare är 1 000 912.
Följande samhällen finns i Lakhisarai:
- Luckeesarai
- Barhiya